# Безусловни рефлекс
Безусловни рефлекс је невољни, ненаучени одговор на стимулус. Углавном се односи на радње избегавања бола или одговора на непосредну угроженост организма.